# Сан-Карлос (Тамаулипас)
Сан-Карлос (исп. San Carlos) — посёлок в Мексике, входит в штат Тамаулипас, административный центр одноимённого муниципалитета. Численность населения, по данным переписи 2010 года, составила 1116 человек.

## История
Поселение было основано 6 июля 1766 года под защитой святого Карло Борромео. Первые двести поселенцев были из Бургоса, Линареса. В 1769 году губернатор Тамаулипаса Сантьане перенёс в Сан-Карлос столицу Нового Сантандера (провинции Новой Испании). В 1811 году столицей провинции стала Сьюдад-Виктория.

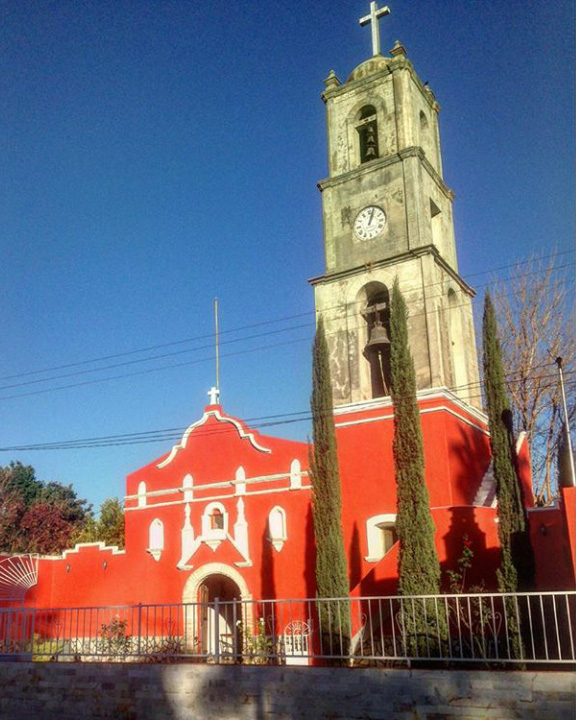
Церковь святого Карло

## Население
В 2010 году в посёлке проживало 1116 человек (563 мужчины и 553 женщины). 75,5 % населения являются католиками, 19,3 % — протестантами и евангелистами. 0,77 % населения составляют коренные индейцы, 0,32 % населения говорит на языках коренных народов. 80,24 % домохозяйств имеют водопровод и 0,70 % имеют доступ к Интернету.
| 1990 | 1995 | 2000 | 2005 | 2010 |
| ---- | ---- | ---- | ---- | ---- |
| 1258 | 1299 | 1146 | 1051 | 1116 |